# Веребья
Вере́бья (Веребье, в нижнем течении Вере́бушка) — река в России, протекает по Новгородской области, правый приток Волмы. вытекает из болот у деревни Песчанка. Длина реки составляет 63 км, площадь водосборного бассейна — 332 км².
Представляет интерес для любителей водного туризма. На реке — перекаты и шивера. Два порога со сливами по 0,5—0,8 м.
На участке Веребинского подъёма. В 1851 году по проекту Д. И. Журавского через реку, вблизи села Веребье был построен Веребьинский мост — на тот момент самый высокий и длинный железнодорожный мост в России.

## Данные водного реестра
По данным государственного водного реестра России относится к Балтийскому бассейновому округу, водохозяйственный участок реки — Мста без р. Шлина от истока до Вышневолоцкого, речной подбассейн реки — Волхов. Относится к речному бассейну реки Нева (включая бассейны рек Онежского и Ладожского озера).
Код объекта в государственном водном реестре — 01040200212102000021404.

### Притоки
(указано расстояние от устья)
- 25 км: река Торбытна (Торбытенка) (лв)